# 阿尔维亚诺
阿尔维亚诺（義大利語：Alviano），是意大利特尔尼省的一个市镇。总面积23.81平方公里，人口1575人，人口密度66.1人/平方公里（2009年）。ISTAT代码为055003。